# Mesurador SWR

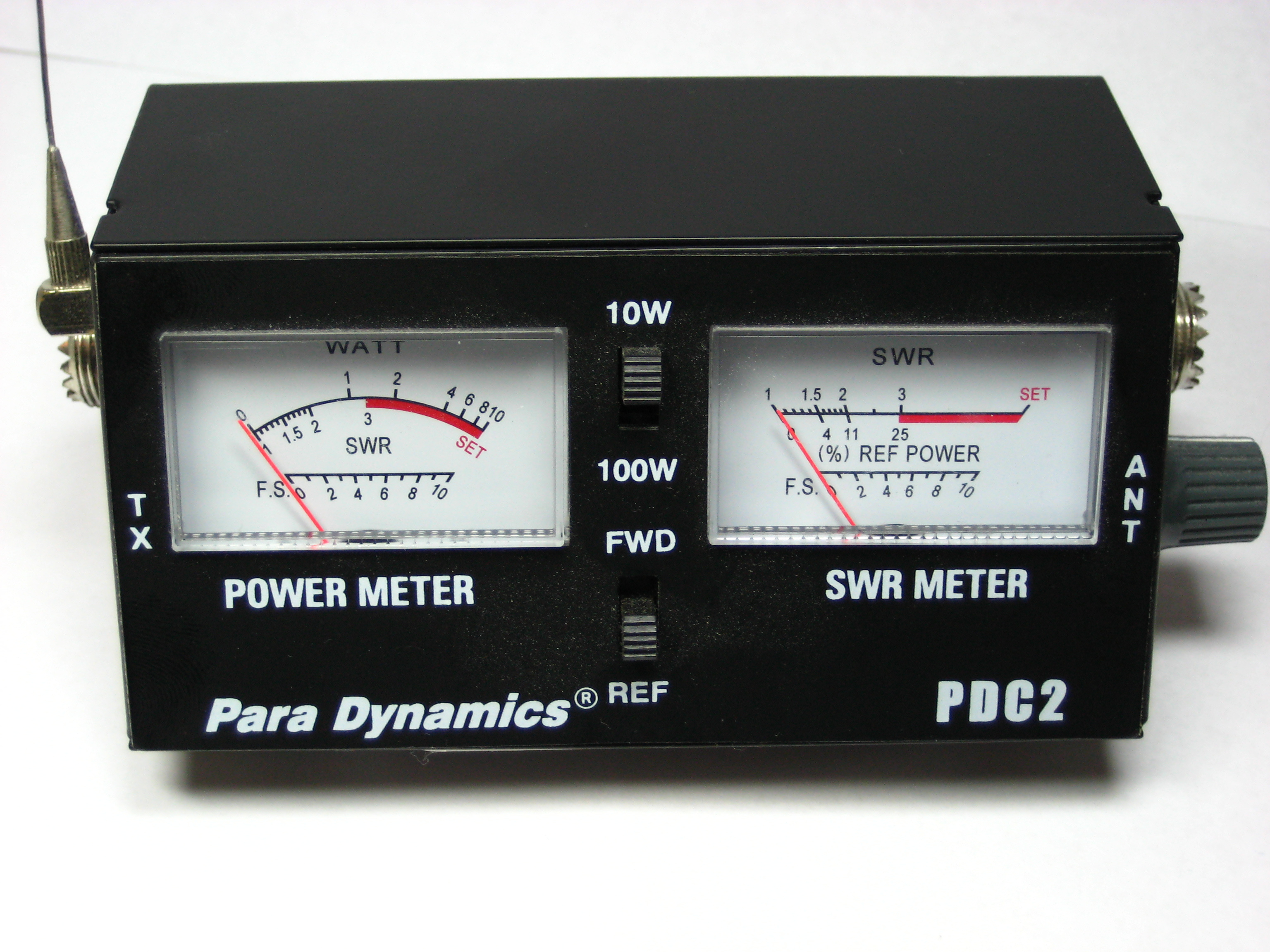
Un mesurador de SWR per a ser utilitzat amb un equip de CB

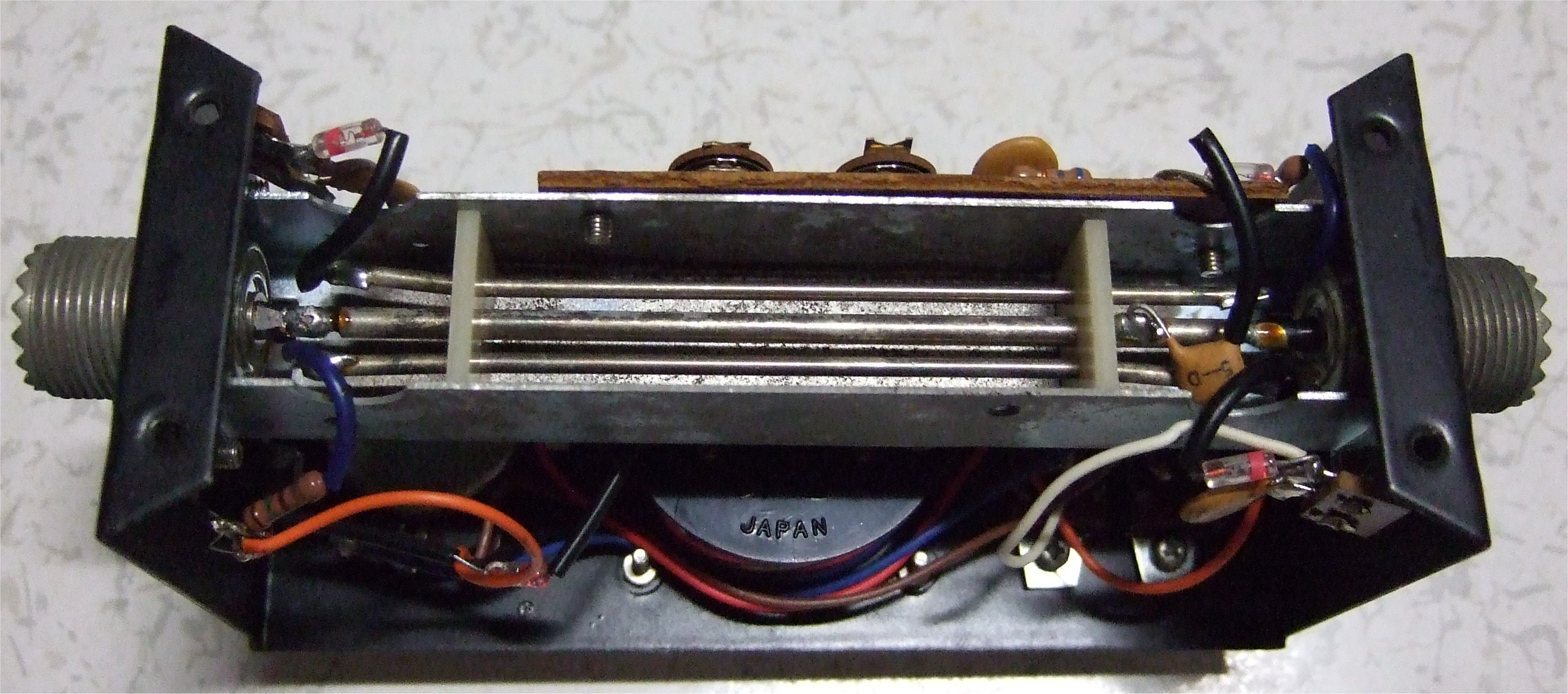
Vista d'interior d'un mesurador de SWR.

El mesurador SWR o VSWR (relació d'ones estacionàries) és un aparell que mesura la proporció entre les ones d'anada i tornada en una línia de transmissió. El mesurador pot indicar el grau de des-acoblament entre una línia de transmissió i la seva càrrega (normalment una antena de ràdio), o avaluar l'efectivitat de l'adaptació d'impedàncies.
Al indicar la relació d'ones estacionàries, s'utilitza per a comprovar la qualitat d'acoblament de l'antena i línia de transmissió amb el transmissor, mitjançant la mesura de la tensió de l'ona directa i la de l'ona reflectida. En aquest sentit, tota línia de transmissió comporta una mica de pèrdua de senyal i debilitament de la potència reflectida tornar, per tant el mesurador de SWR ha de ser connectat en la línia prop de l'antena, per tal de minimitzar el possible error de lectura del mesurament.

## Principi de funcionament

Un mesurador SWR direccional senzill

Fent referència al diagrama anterior, el transmissor (TX) i terminals d'antena (ANT) estan connectats a través d'una línia de transmissió interna. Aquesta línia principal està acoblat electromagnèticament a dues línies de detecció més petits (acobladors direccionals) que estan acabats amb resistències en un extrem, i rectificadors de díode en l'altre. De vegades, un placa de circuit imprès utilitzant tres traces paral·leles s'utilitza per fer la línia de transmissió i les dues línies de detecció. Les resistències es trien perquè coincideixi amb la característica d'impedància de les línies de detecció. Els díodes converteixen les magnituds de les ones cap endavant i marxa enrere a tensions de tracció davantera i REV DC, respectivament, que després són suavitzades pels condensadors
metre SWR mesura la potència incident i la potència reflectida pel mesurament de la tensió d'alta freqüència en les dues línies de mesurament (acobladors direccionals) acoblats electro-magnèticament amb la línia principal, que connecta l'entrada i sortida d'un reflectòmetre (TX i ANT). Una línia de mesurament està connectada a la forma d'ona de corrent d'entrada (FWD), l'altre a la sortida de l'ona reflectida (REV). Les línies de mesurament al costat de les resistències es carreguen amb un valor igual a la impedància de les línies que van aparèixer en només una ona viatgera en l'altre estan connectats a través d'un díode de convertir la mida d'ones incident i reflectida, que després són suavitzades pels condensadors. La lectura es fa mitjançant un micro-amperímetre .
Referring to the above diagram, the transmitter (TX) and antenna (ANT) terminals are connected via an internal transmission line. This main line is electromagnetically coupled to two smaller sense lines (directional couplers) which are terminated with resistors at one end, and diode rectifiers at the other. Sometimes a printed circuit board using three parallel traces is used to make the transmission line and the two sensing lines. The resistors are chosen to match the characteristic impedance of the sense lines. The diodes convert the magnitudes of the forward & reverse waves to FWD and REV DC voltages, respectively, which are then smoothed by the capacitors.